# Operculina codonantha
Operculina codonantha är en vindeväxtart som först beskrevs av George Bentham, och fick sitt nu gällande namn av Hallier f. Operculina codonantha ingår i släktet Operculina och familjen vindeväxter. Inga underarter finns listade i Catalogue of Life.